# Calepineae
Calepineae es una tribu de plantas pertenecientes a la familia Brassicaceae. El género tipo es Calepina Adans.

## Géneros
- Anguillicarpus Burkill = Spirorhynchus Kar. & Kir.
- Calepina Adans.
- Goldbachia DC.
- Spirorhynchus Kar. & Kir.